# Temporada de furacões no Pacífico de 1973
A temporada de furacões no Pacífico de 1973 foi um evento em meteorologia de ciclones tropicais. O sistema mais importante deste ano foi o furacão Ava, que foi o mais intenso furacão do Pacífico conhecida na época. Vários outros muito mais fracos ciclones tropicais chegaram perto de, ou aportaram, na costa do Pacífico do México. O mais grave deles foi o furacão Irah, que derrubou a energia elétrica e as linhas de comunicação em partes da península de Baja California, outras  tempestades tocaram o solo causando chuva e algumas inundações. Nenhum ciclone tropical desta temporada causou nenhuma morte.

## Lista de nomes de ciclones tropicais
Os seguintes nomes foram usados para dar nomes às tempestades que se formam no nordeste do Oceano Pacífico durante 1973. Foi a mesma lista utilizada na temporada de 1969. Nenhum dos nomes foi retirado nesta temporada, por isso a mesma lista foi utilizada novamente na temporada de 1977.
| - Ava - Berenice - Claudia - Doreen * - Emily - Florence - Glenda | - Heather - Irah - Jennifer - Katherine * - Lillian - Mona (sem usar) - Natalie (sem usar) | - Odessa (sem usar) - Prudence (sem usar) - Roslyn (sem usar) - Silvia (sem usar) - Tillie (sem usar) - Victoria (sem usar) - Wallie (sem usar) |

Se tivesse uma tempestade nomeada no Pacífico Norte entre 140°W e a Linha Internacional de Data em 1973 ele teria o nome dado da lista de tufões do Pacífico Noroeste pela Joint Typhoon Warning Center em Guam. Tempestade nomeadas na tabela que cruzaram para a área estão marcados com (*).

## Efeitos sazonais
Esta é uma tabela de todas os sistemas que se formaram na temporada de 2020. Inclui a sua duração, nomes, áreas afectada(s), indicados entre parêntese, danos e mortes totais. As mortes entre parênteses são adicionais e indiretas, mas ainda estavam relacionadas com essa tempestade. Os danos e as mortes incluem totais enquanto a tempestade era extratropical, uma onda ou um baixa, e todas as cifras do dano estão em USD 1973.
| Escala de Furacões de Saffir-Simpson |    |    |   |   |   |   |   |
| DT                                   | TS | TT | 1 | 2 | 3 | 4 | 5 |

| Ava                   | 2 de junho – 12               | Furacão categoria 5 | 270 (165) | 915  | Nenhum | Nenhum       | 0 |  |
| Bernice               | 22 de junho – 23              | Tempestade tropical | 110 (70)  | 990  | México | Nenhum       | 0 |  |
| Claudia               | 26 de junho – 29              | Tempestade tropical | 100 (65)  | 999  | México | Nenhum       | 0 |  |
| Doreen                | 18 de julho – 3 de agosto     | Furacão categoria 4 | 220 (140) | 968  | Nenhum | Nenhum       | 0 |  |
| Emily                 | 21 de julho – 28              | Furacão categoria 4 | 220 (140) | 972  | Nenhum | Nenhum       | 0 |  |
| Florence              | 25 de julho – 30              | Furacão categoria 1 | 150 (90)  | 990  | Nenhum | Nenhum       | 0 |  |
| Glenda                | 30 de julho – 5 de agosto     | Tempestade tropical | 95 (60)   | 989  | Nenhum | Nenhum       | 0 |  |
| Heather               | 31 de agosto – 1 de setembro  | Tempestade tropical | 85 (50)   | 1004 | México | Nenhum       | 0 |  |
| Irah                  | 22 de setembro – 26           | Furacão categoria 2 | 175 (110) | 955  | México | Desconhecido | 0 |  |
| Jennifer              | 23 de setembro – 27           | Tempestade tropical | 65 (40)   | 1007 | México |              | 0 |  |
| Katherine             | 29 de setembro – 9 de outubro | Furacão categoria 2 | 155 (100) | 978  | Nenhum | Nenhum       | 0 |  |
| Lillian               | 5 de outubro – 9              | Furacão categoria 1 | 140 (85)  | 990  | Nenhum | Nenhum       | 0 |  |
| Agregado da temporada |                               |                     |           |      |        |              |   |  |
| 12 sistemas           | 2 de junho – 9 de outubro     |                     | 270 (165) | 915  | México | Desconhecido | 0 |  |